# Cargeghe
Cargeghe (en sardo: Carzèghe) es un municipio de Italia de 606 habitantes en la provincia de Sassari, región de Cerdeña.
Se encuentra emplazado en la ladera del monte Pizzo 'e Adde, a la izquierda del río Muros. De la época nurágica se conserva la domus de janas de «Pescialzu» y las necrópolis de «S'Elighe Entosu» y «Pedras Serradas», entre otros.
Es sede de la Biblioteca de Cerdeña, la primera biblioteca dedicada por completo al idioma sardo. Entre los edificios religiosos destaca la iglesia parroquial dedicada a los santos Quirico y Giulitta, del siglo VIII (anteriormente fue una necrópolis romana), el oratorio de Santa Cruz del siglo XVII, o la iglesia campestre de Nostra Signora di Contra.

## Evolución demográfica
| Gráfica de evolución demográfica de Cargeghe entre 1861 y 2001 |
|                                                                |
| Fuente ISTAT - elaboración gráfica de Wikipedia                |